# Héritage Saint-Bernard
Héritage Saint-Bernard est un organisme sans but lucratif qui a le mandat d’assurer la gestion, la protection et la conservation des habitats fauniques et floristiques de l’île Saint-Bernard au Québec.

## Historique
Dans les années 1980, un groupe d'écologistes qui se faisait appeler le Commando des planteux commence à planter des arbres sur les rives de l'île pour les protéger de l'érosion. L'association Héritage Saint-Bernard est fondée en 1987.
En 2011, l'ouragan Irene déracine le plus gros chêne du Québec (30 mètres de haut, 3,75 mètres de circonférence) qui se trouvait dans le parc de l'île. Héritage Saint-Bernard choisit de le laisser se décomposer sur place plutôt que de le dépécer.
En mai 2017, le refuge faunique Marguerite-D’Youville est ravagé par la crue printanière. L'année suivante, la mairie de Châteauguay alloue une subvention de 8000$ à Héritage Saint-Bernard pour reconstruire le refuge et les sentiers afférents. En 2022, Angelo Turchetta (professionnel de la construction à la retraite) donne 17,25 hectares de terres humides à Héritage Saint-Bernard, un marais largement fréquenté par les oiseaux de l'île.

## Activités
Héritage Saint-Bernard assure la gestion, la protection et la conservation des habitats fauniques et floristiques de l’île Saint-Bernard, du ruisseau Saint-Jean, du parc de la Commune et du centre écologique Fernand-Seguin. L'organisme a également pour objectif d’offrir des infrastructures et des activités récréo-éducatives compatibles avec la vocation des lieux. De cette manière, Héritage Saint-Bernard entend accroître l’intérêt des citoyens pour la faune et la flore, tout en les sensibilisant à l’importance d’en assurer la conservation pour les générations futures.
L’implication sociale, communautaire et dans le milieu scolaire d’Héritage Saint-Bernard est de plus en plus importante. De fait, l’organisme mise beaucoup sur l’éducation et la sensibilisation environnementale de la population. Au cours des dernières années, de nombreuses activités qui débordent de la mission première de l’organisme ont été mises sur pied afin de soulever des débats et de stimuler l’esprit critique de la collectivité.
Chaque année, en août, Héritage Saint-Bernard organise un écomarché qui rassemble les artisans de la région.
Un autre organisme, Compagnom, est chargé des activités hôtelières du manoir D’Youville et de la gestion du bistro La Trait.

## Archéologie
Chaque année, en juillet, Héritage Saint-Bernard co-organise des fouilles archéologiques devant public. L'île offre de nombreux vestiges de la période des premiers contacts entre Amérindiens et Européens, dont les fondations en pierre des magasins de Charles Le Moyne et de la Seigneurie de Zacharie Robutel de La Noue.